# Amtshaus Land Hadeln
Das ehemalige Amtshaus Land Hadeln in der niedersächsischen Samtgemeinde Land Hadeln, Gemeinde Neuhaus, Amtshof 2, im Landkreis Cuxhaven, stammt vom Ende des 19. Jahrhunderts. Aktuell (2024) wird es als Kinderheim der IGS-Außenstelle Neuhaus genutzt.
Das Gebäude steht unter Denkmalschutz (siehe auch Liste der Baudenkmale in Neuhaus (Oste)).

## Geschichte und Beschreibung
Die Besiedelung des Ortes fand um 1000 nach Christus auf den Wurten rund um die Aue, Oste und Elbe statt. In der Nähe zum Hafen an der Oste ist der Siedlungskern des Ortes.
Der Kreis Neuhaus an der Oste wurde 1867 in der preußischen Provinz Hannover zu Militär- und Steuerverwaltungszwecken aus dem Amt Neuhaus an der Oste und dem Amt Osten gebildet. Mit Einführung der neuen Kreisordnung für die Provinz wurden beide Ämter 1885 endgültig zusammengeschlossen. Deshalb wurde am Amtshof in Neuhaus ein neues Kreishaus erbaut. Wie die älteren Bauten von Amtshaus und Amtsgericht steht es auf der Westseite der Straße. Der Kreis wurde 1932 in den Kreis Land Hadeln eingegliedert.
Das zweigeschossige traufständige Gebäude in Backstein mit ziegelgedecktem auskragenden Satteldach stammt von 1898 (Inschrift). Die Fassaden wurden mit horizontalen Verbänderungen, geschossteilendem Gesims und Ecklisenen gestaltet.
Das Landesdenkmalamt befand u. a.: „… geschichtliche und städtebauliche Gründe …“